# Happiness Is Home
Happiness Is Home è una canzone di Elisa del 2000 pubblicata come secondo singolo estratto dal secondo album della cantautrice Asile's World.

## Il brano
Come quasi tutte le altre tracce dell'album Asile's World, anche Happiness Is Home è eseguita con la maggioranza di strumenti elettronici, ma è l'unica canzone di Elisa pubblicata finora ad avere un ritmo quasi dance nella sua versione originale (anche se i soli 94 bpm la escludono da tale genere musicale). Nell'album è contenuta anche la versione Elisa's remix, prodotta e in parte remixata dalla stessa Elisa.
Non è stato girato alcun video musicale per la canzone.

## Il singolo
Il singolo della canzone uscì nell'estate del 2000 in CD e vinile, accompagnato da quattro remix ufficiali.
Il Pressure Chunga Remix e il Deadmouse Remix sono stati riarrangiati da Daniele Danieli e Alessandro Gilardi, la Sam Version da Samuel Paganini e il Cloud 9 Rmx da Cloud 9 (alias Gavin Cheung).

## Tracce
Testi e musiche di Elisa Toffoli.
CDS 300 739 2
1. Happiness Is Home (Pressure Chunga Remix) - 5:56
2. Happiness Is Home (Original Radio Cut) - 3:51
3. Happiness Is Home (Sam Vrs.) - 5:17
4. Happiness Is Home (Cloud 9 Rmx) - 4:12
5. Happiness Is Home (Deadmouse Remix) - 4:43

12" TW 29
A1. Happiness Is Home (Pressure Chunga Remix) - 5:56
A2. Happiness Is Home (Sam Vrs.) - 5:17
B1. Happiness Is Home (Deadmouse Remix) - 4:43
B2. Happiness Is Home (Cloud 9 Rmx) - 4:12
B3. Happiness Is Home (Original Radio Cut) - 3:52
CD promo INS 028
1. Happiness Is Home (Radio Cut) - 3:51
2. Happiness Is Home (Album Version) - 4:55

## Musicisti
- Voce: Elisa Toffoli
- programmazione: Oscar Paul, Aidan Love
- chitarre: Chris Taylor
- batteria acustica: Trevor Morais
- pianoforte: Giorgio Pacorig